# Aeropuerto Internacional de Xiamen-Gaoqi

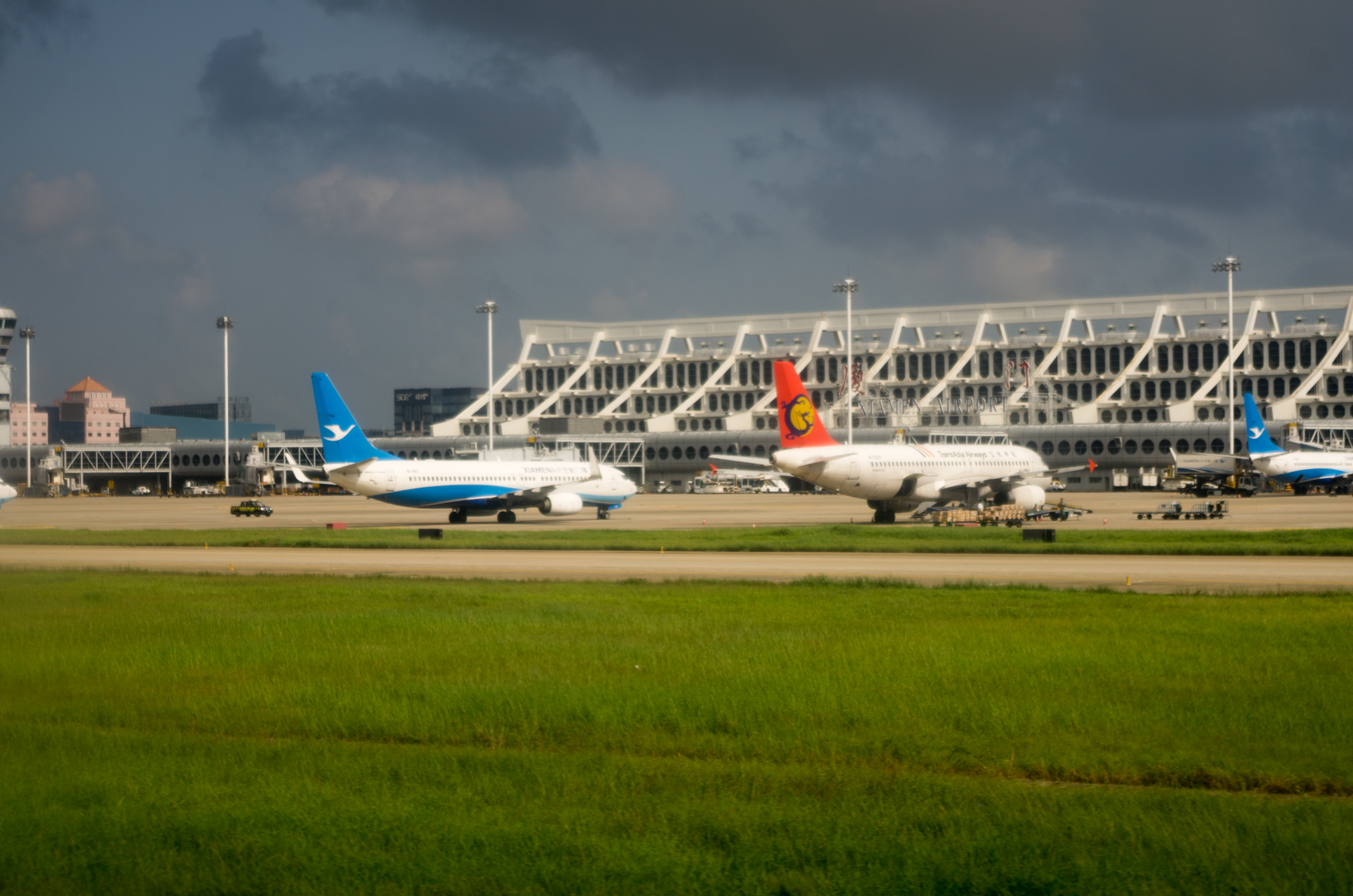
A Xiamen Airlines and Trans-Asia Airways plane parked at Xiamen Gaoqi Airport

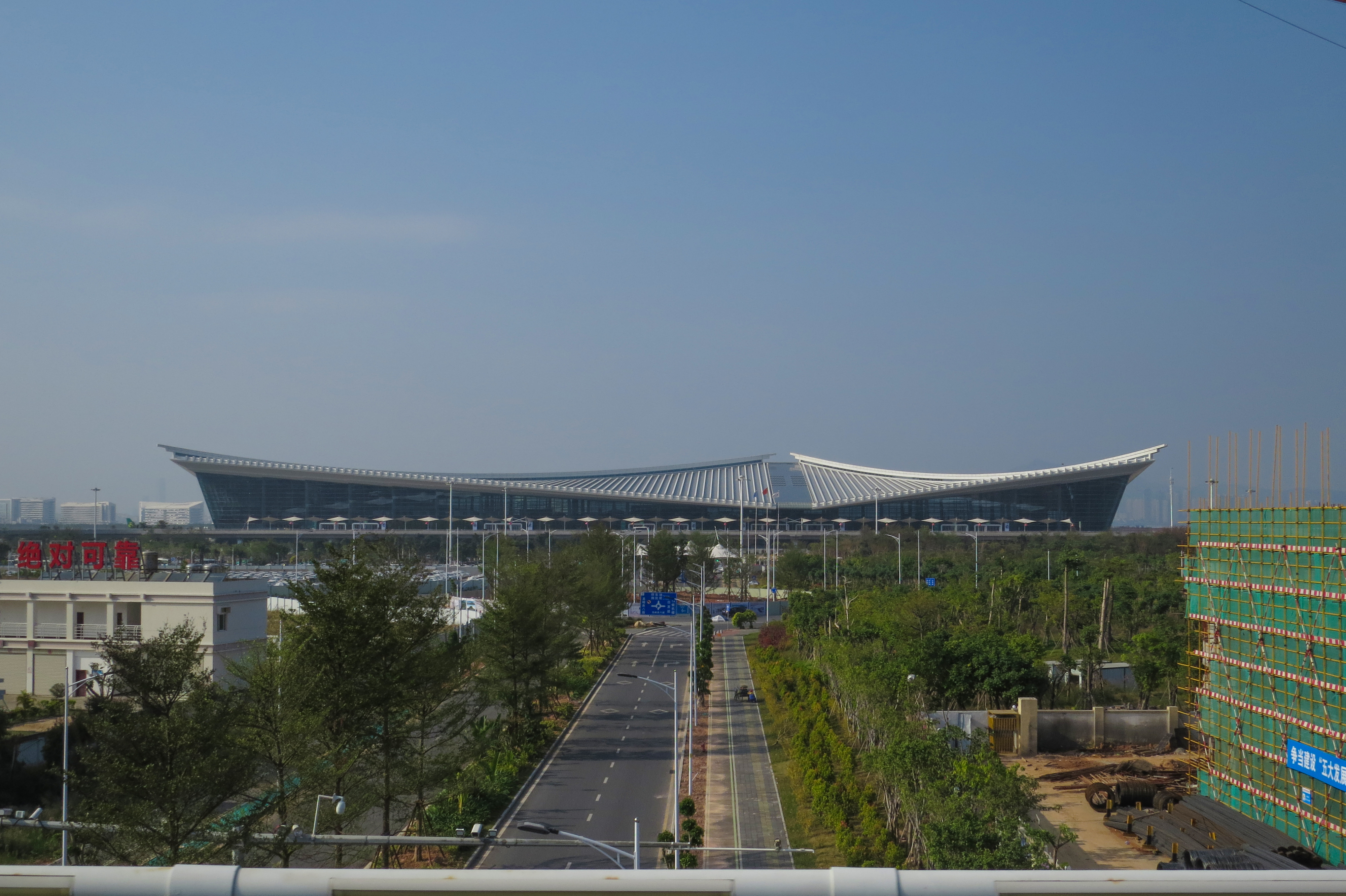
Aeropuerto Internacional de Xiamen-Gaoqi T4.

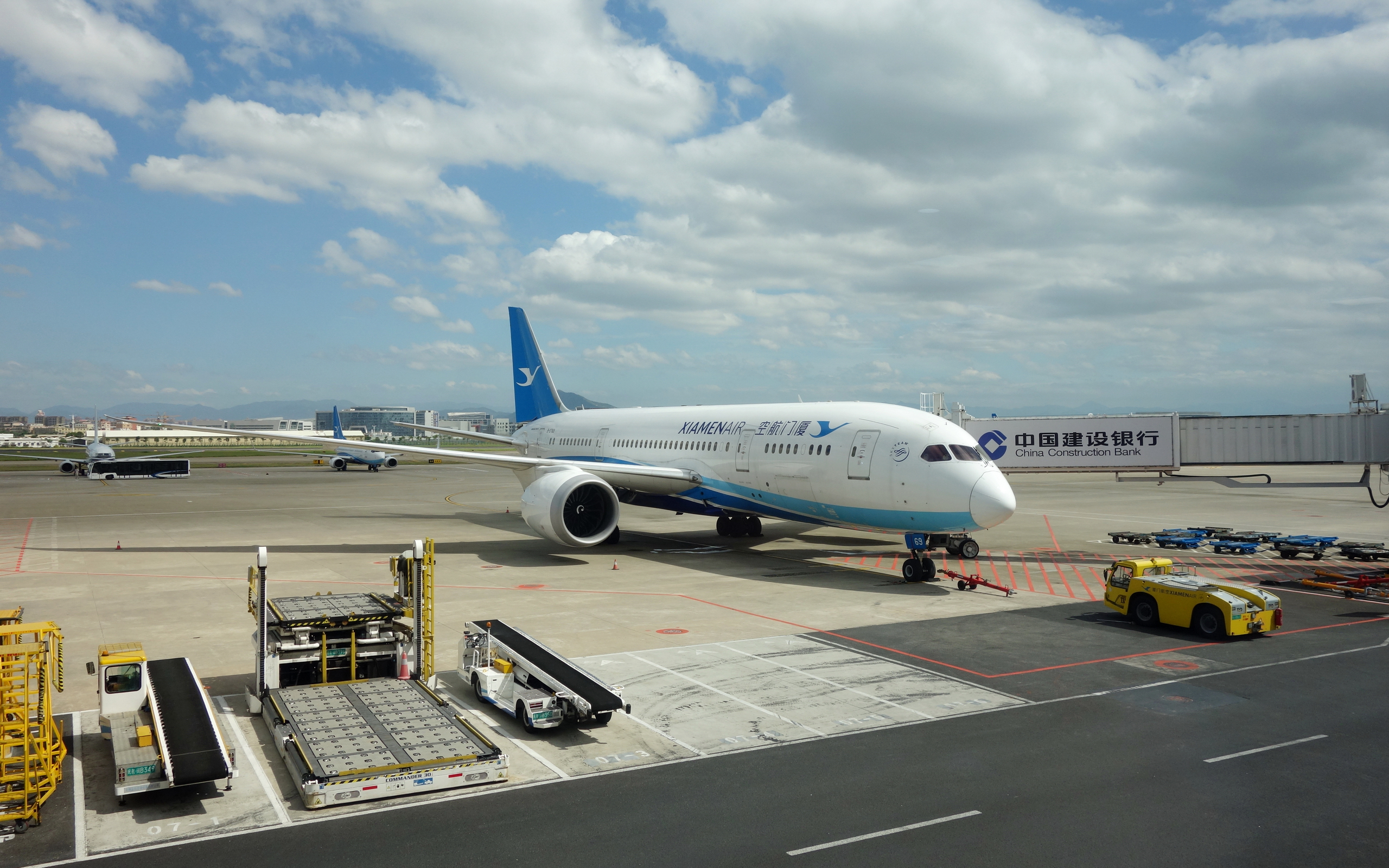
Boeing 787 of XiamenAir

El Aeropuerto Internacional de Xiamen Gaoqi (IATA: XMN, OACI: ZSAM) es el aeropuerto de la ciudad de Xiamen, Provincia de Fujian, China. Es la base principal de Xiamen Airlines y TAECO, una empresa de mantenimiento de aviones. El aeropuerto se sitúa en el lado norte de la Isla de Xiamen. En 2011 comenzó la construcción de una nueva terminal, y se estima que se complete en 2014.
En 2012, el aeropuerto de Xiamen fue el 8.º aeropuerto con más carga de China, el 11.º con más pasajeros con 17 354 076 y el 10.º con más movimientos.

## Aerolíneas y destinos

### Pasajeros
| Aerolíneas                             | Destinos |
| -------------------------------------- | --- |
| Air China                              | Pekín-Capital, Chengdú, Chongqing, Tianyin |
| Air China                              | Yakarta-Soekarno-Hatta |
| Air China operados por Dalian Airlines | Dalian, Hangzhou |
| Air Macau                              | Macao |
| All Nippon Airways                     | Tokio-Narita |
| Beijing Capital Airlines               | Guilin, Hefei, Huangshan, Xi'an |
| Cambodia Angkor Air                    | Charter: Siem Reap |
| Cebu Pacific                           | Manila |
| Chengdu Airlines                       | Chengdú, Jinggangshan, Kunming, Liuzhou |
| China Eastern Airlines                 | Changzhou, Hangzhou, Hefei, Huai'an, Kunming, Linyi, Nanchang, Nankín, Ningbo, Shanghái-Hongqiao, Shanghái-Pudong, Taiyuan, Wuhan, Xi'an, Yuncheng, Zhengzhou |
| China Express Airlines                 | Anqing, Chongqing |
| China Southern Airlines                | Pekín-Capital, Changchun, Dalian, Cantón (Guangzhou), Haikou, Harbin, Hefei, Nanchang, Nankín, Nanning, Qingdao, Shenyang, Shenzhen, Urumqi, Wenzhou, Wuhan, Xiangyang, Yiwu, Zhengzhou |
| China Southern Airlines                | Manila |
| China United Airlines                  | Pekín-Nanyuan |
| Dragonair                              | Hong Kong |
| Far Eastern Air Transport              | Magong |
| Hainan Airlines                        | Pekín-Capital, Changsha, Cantón, Haikou, Harbin, Hefei, Lanzhou, Nanchang, Shenyang, Shenzhen, Taiyuan, Urumqi, Xi'an, Xuzhou, Zhengzhou |
| Hebei Airlines                         | Nankín, Shijiazhuang |
| Hong Kong Airlines                     | Hong Kong |
| Jeju Air                               | Seúl-Incheon (comienza el 12 de octubre de 2013) |
| Jin Air                                | Charter : Jeju |
| Juneyao Airlines                       | Beihai, Shanghái-Hongqiao, Shanghái-Pudong |
| KLM                                    | Ámsterdam |
| Korean Air                             | Seúl-Incheon |
| Kunming Airlines                       | Kunming, Nanning |
| Lucky Air                              | Guilin, Kunming |
| Okay Airways                           | Changsha |
| Malaysia Airlines                      | Kuala Lumpur |
| Mandarin Airlines                      | Kaohsiung, Taipéi-Taoyuan |
| Philippine Airlines                    | Manila |
| Shandong Airlines                      | Pekín-Capital, Changchun, Changsha, Chengdú, Chongqing, Guilin, Guiyang, Hangzhou, Hefei, Hohhot, Jinan, Jining, Jingdezhen, Jiujiang, Kunming, Lanzhou, Luoyang, Nanchang, Nankín, Nanning, Ningbo, Ordos, Quzhou, Sanya, Shenyang, Taiyuan, Tianyin, Qingdao, Wuhan, Wuyishan, Xi'an, Xining, Yantai, Yinchuan, Zhengzhou, Zhuhai |
| Shanghai Airlines                      | Cantón, Lianyungang, Ningbo, Shanghái-Hongqiao, Shanghái-Pudong, Wenzhou |
| Shenzhen Airlines                      | Nankín, Nantong, Shenyang, Shenzhen, Wuxi, Xi'an, Yangzhou |
| Sichuan Airlines                       | Changsha, Changzhou, Chengdú, Chongqing, Ganzhou, Harbin, Kunming |
| SilkAir                                | Singapur |
| Sky Wings Asia Airlines                | Charter: Siem Reap |
| Spring Airlines                        | Nantong, Shanghái-Hongqiao, Shenyang, Shijiazhuang |
| Spring Airlines                        | Hong Kong (termina el 23 de septiembre de 2013) |
| Tianjin Airlines                       | Fuyang, Haikou, Tianyín, Zhuhai |
| Tibet Airlines                         | Chengdú, Guiyang |
| Thai Airways International             | Bangkok-Suvarnabhumi |
| TonleSap Airlines                      | Charter:Siem Reap |
| Transasia Airways                      | Kaohsiung, Taichung |
| Uni Air                                | Taichung, Taipéi-Songshan |
| West Air (China)                       | Changsha, Chongqing |
| Xiamen Airlines                        | Pekín-Capital, Changchun, Changsha, Chengdú, Chongqing, Dalian, Datong, Cantón, Guilin, Guiyang, Haikou, Hailar, Hangzhou, Harbin, Hefei, Hohhot, Jinan, Kunming, Lanzhou, Lhasa, Lijiang, Mianyang, Nanchang, Nankín, Nanning, Ningbo, Qingdao, Sanya, Shanghái-Hongqiao, Shenyang, Shenzhen, Shijiazhuang, Taiyuan, Tianyin, Urumqi, Wanzhou, Wuhan, Wuyishan, Xi'an, Xining, Yancheng, Yichang, Yinchuan, Zhengzhou, Zhoushan, Zhuhai |
| Xiamen Airlines                        | Bangkok-Suvarnabhumi [comienza el ], Hong Kong, Yakarta-Soekarno-Hatta, Kaohsiung, Kuala Lumpur, Macao, Seúl-Incheon, Singapur, Taipéi-Songshan, Taipéi-Taoyuan |

### Carga
| Aerolíneas               | Destinos                                 |
| ------------------------ | ---------------------------------------- |
| ANA Cargo                | Tokio-Narita                             |
| Cargolux                 | Pekín-Capital, Luxemburgo                |
| Cathay Pacific Cargo     | Hong Kong, Shanghái-Pudong               |
| China Cargo Airlines     | Osaka-Kansai                             |
| Hong Kong Airlines Cargo | Hong Kong, Shanghái-Pudong               |
| Korean Air Cargo         | Seúl-Incheon                             |
| Martinair Cargo          | Ámsterdam, Tianyin                       |
| Singapore Airlines Cargo | Anchorage, Los Ángeles, Nankín, Singapur |
| Yangtze River Express    | Clark, Shanghái-Pudong                   |

## Estadísticas
Ver fuente y consulta Wikidata.